# Morobongo
Morobongo is een bestuurslaag in het regentschap Temanggung van de provincie Midden-Java, Indonesië. Morobongo telt 2527 inwoners (volkstelling 2010).